# Bologna Football Club 1909 1997-1998
Questa voce raccoglie le informazioni riguardanti il Bologna Football Club 1909 nelle competizioni ufficiali della stagione 1997-1998.

## Stagione
In questa stagione 1997-1998 il Bologna acquista Roberto Baggio dal Milan, portando il numero di abbonati ad un record societario, e gli spettatori abituali a valori molto alti. Anche il rendimento in campo fu perfetto: 23 gol totali segnati in stagione, di cui 22 in Serie A e uno in Coppa Italia.
La squadra ha raggiunto l'ottavo posto in classifica, sufficiente per qualificarsi nella Coppa Intertoto della stagione successiva, dalla quale uscirà vincitrice, assicurandosi di conseguenza un posizionamento nel tabellone di Coppa UEFA 1998-1999. Nella Coppa Italia i rossoblù entrano in scena al secondo turno eliminando il Ravenna, poi nel terzo turno escono dal tabellone eliminati dall'Atalanta ai calci di rigore.

## Divise e sponsor
Lo sponsor tecnico per la stagione 1997-1998 è Diadora, mentre lo sponsor ufficiale è Granarolo.
La prima maglia è come da tradizione a quarti rossoblù, abbinata a pantaloncini bianchi e calzettoni blu con risvolto rosso. La seconda divisa è bianca con sbarra rossoblù, questa sfumata alle estremità. La terza invece si presenta di colore giallo acceso.
| Casa | Trasferta | Terza divisa | 1ª portiere | 2ª portiere | 3ª portiere |

## Rosa
| N. |                   | Ruolo | Calciatore                    |
| -- | ----------------- | ----- | ----------------------------- |
| 1  | Italia (bandiera) | P     | Francesco Antonioli           |
| 2  | Italia (bandiera) | D     | Daniele Carnasciali           |
| 3  | Italia (bandiera) | D     | Michele Paramatti             |
| 5  | Italia (bandiera) | C     | Giancarlo Marocchi (capitano) |
| 6  | Italia (bandiera) | C     | Paolo Cristallini             |
| 9  | Russia (bandiera) | A     | Igor' Kolyvanov               |
| 10 | Italia (bandiera) | C     | Roberto Baggio                |
| 11 | Italia (bandiera) | C     | Oscar Magoni                  |
| 12 | Italia (bandiera) | P     | Andrea Ferrari                |
| 13 | Italia (bandiera) | C     | Antonio Maschio               |
| 14 | Russia (bandiera) | C     | Igor' Šalimov                 |
| 16 | Italia (bandiera) | C     | Carlo Nervo                   |
| 17 | Italia (bandiera) | C     | Antonio Foschini              |
| 18 | Italia (bandiera) | C     | Davide Fontolan               |
| 19 | Svezia (bandiera) | A     | Kennet Andersson              |

| N. |                         | Ruolo | Calciatore         |
| -- | ----------------------- | ----- | ------------------ |
| 20 | Italia (bandiera)       | D     | Mauro Bonomi       |
| 21 | Italia (bandiera)       | D     | Giovanni Dall'Igna |
| 22 | Italia (bandiera)       | P     | Alex Brunner       |
| 23 | Italia (bandiera)       | D     | Cristiano Pavone   |
| 24 | Italia (bandiera)       | D     | Amedeo Mangone     |
| 25 | Sierra Leone (bandiera) | A     | Mohamed Kallon     |
| 27 | Italia (bandiera)       | D     | Stefano Torrisi    |
| 29 | Italia (bandiera)       | D     | Giuliano Gentilini |
| 30 | Italia (bandiera)       | D     | Massimo Paganin    |
| 31 | Italia (bandiera)       | P     | Giorgio Sterchele  |
| 32 | Italia (bandiera)       | A     | William Guarnieri  |
| 33 | Italia (bandiera)       | D     | Massimo Tarantino  |
| 34 | Italia (bandiera)       | D     | Matteo Melara      |
| 35 | Uruguay (bandiera)      | C     | Andrés Martínez    |

## Calciomercato

### Sessione estiva
| Acquisti | Acquisti            | Acquisti   | Acquisti                    |
| R.       | Nome                | da         | Modalità                    |
| -------- | ------------------- | ---------- | --------------------------- |
| P        | Giorgio Sterchele   | Roma       | prestito                    |
| D        | Mauro Bonomi        | Cesena     | definitivo                  |
| D        | Daniele Carnasciali | Fiorentina | definitivo                  |
| D        | Giovanni Dall'Igna  | Cremonese  | definitivo                  |
| D        | Amedeo Mangone      | Bari       | definitivo                  |
| D        | Massimo Paganin     | Inter      | definitivo (10 miliardi ₤)  |
| D        | Massimo Tarantino   | Inter      | definitivo                  |
| C        | Paolo Cristallini   | Torino     | definitivo (6,5 miliardi ₤) |
| A        | Roberto Baggio      | Milan      | definitivo (5,5 miliardi ₤) |
| A        | Mohamed Kallon      | Inter      | prestito                    |

| Cessioni | Cessioni            | Cessioni   | Cessioni                                  |
| R.       | Nome                | a          | Modalità                                  |
| -------- | ------------------- | ---------- | ----------------------------------------- |
| D        | Giuseppe Cardone    | Milan      | riscatto compartecipazione (2 miliardi ₤) |
| D        | Marco De Marchi     |            | svincolato                                |
| D        | Andrea Tarozzi      | Fiorentina | definitivo (6,2 miliardi ₤)               |
| C        | Andrea Bergamo      | Ravenna    | definitivo                                |
| C        | Massimo Brambilla   | Torino     | definitivo                                |
| C        | Davide Olivares     | Bari       | definitivo                                |
| C        | Cristiano Scapolo   | Roma       | definitivo                                |
| C        | Marco Schenardi     | Vicenza    | fine prestito                             |
| C        | Andrea Seno         | Padova     | definitivo                                |
| A        | Pierpaolo Bresciani | Venezia    | definitivo                                |

### Sessione invernale
| Acquisti | Acquisti        | Acquisti | Acquisti   |
| R.       | Nome            | da       | Modalità   |
| -------- | --------------- | -------- | ---------- |
| C        | Andrés Martínez | Lecce    | definitivo |

| Cessioni | Cessioni       | Cessioni | Cessioni   |
| R.       | Nome           | a        | Modalità   |
| -------- | -------------- | -------- | ---------- |
| D        | Mauro Bonomi   | Torino   | definitivo |
| A        | Mohamed Kallon | Genoa    | prestito   |

## Risultati

### Serie A

#### Girone di andata
| Arbitro: | Trentalange (Torino) |

|                                                        |           |                                    |
| Caccia 27’ (rig.) Orlando 48’ Sgrò 79’ Lucarelli 90+3’ | Marcatori | 85’ Andersson 90’ (rig.) R. Baggio |

| Arbitro: | Braschi (Prato) |

|                           |           |                                                |
| R. Baggio 44’, 58’ (rig.) | Marcatori | 12’ Galante 38’ Ganz 51’ Ronaldo 66’ Djorkaeff |

| Bari 21 settembre 1997 3ª giornata | Bari                                   | 0 – 0 referto | Bologna | Stadio San Nicola\| Arbitro: \| Pellegrino (Barcellona Pozzo di Gotto) \| |
| Arbitro:                           | Pellegrino (Barcellona Pozzo di Gotto) |               |         |                                                                           |

| Bologna 28 settembre 1997 4ª giornata | Bologna         | 0 – 0 referto | Roma | Stadio Renato Dall'Ara\| Arbitro: \| Bettin (Padova) \| |
| Arbitro:                              | Bettin (Padova) |               |      |                                                         |

| Piacenza 5 ottobre 1997 5ª giornata | Piacenza              | 0 – 0 referto | Bologna | Stadio Leonardo Garilli\| Arbitro: \| Racalbuto (Gallarate) \| |
| Arbitro:                            | Racalbuto (Gallarate) |               |         |                                                                |

| Arbitro: | Messina (Bergamo) |

|                          |           |  |
| Chiesa 36’ D. Baggio 47’ | Marcatori |  |

| Arbitro: | Rodomonti (Teramo) |

|                                                              |           |             |
| R. Baggio 48’ (rig.), 90’, 90+5’ (rig.) Andersson 55’, 90+3’ | Marcatori | 14’ Goretti |

| Arbitro: | Rossi (Ciampino) |

|                                            |           |                            |
| Di Carlo 9’ (rig.) Otero 64’ Schenardi 85’ | Marcatori | 35’ Marocchi 56’ R. Baggio |

| Arbitro: | Pellegrino (Barcellona Pozzo di Gotto) |

|                             |           |                            |
| Andersson 35’ Paramatti 73’ | Marcatori | 30’ Oliveira 83’ Batistuta |

| Arbitro: | Racalbuto (Gallarate) |

|                                      |           |                         |
| R. Baggio 15’ (rig.) Paramatti 45+1’ | Marcatori | 55’Laigle 76’ Klinsmann |

| Arbitro: | Bolognino (Milano) |

|                                            |           |                                       |
| Bierhoff 13’, 81’ M. Amoroso 36’ Poggi 67’ | Marcatori | 27’ Andersson 42’ Nervo 85’ Kolyvanov |

| Arbitro: | Cesari (Genova) |

|                               |           |  |
| Cristallini 20’ Kolyvanov 87’ | Marcatori |  |

| Milano 21 dicembre 1997, ore 20:30 CET 13ª giornata | Milan              | 0 – 0 referto | Bologna | Stadio Giuseppe Meazza (47 889 spett.)\| Arbitro: \| Rodomonti (Teramo) \| |
| Arbitro:                                            | Rodomonti (Teramo) |               |         |                                                                            |

| Arbitro: | Boggi (Salerno) |

|                           |           |                     |
| R. Baggio 29’, 90’ (rig.) | Marcatori | 80’ (aut.) Marocchi |

| Empoli 11 gennaio 1998 15ª giornata | Empoli             | 0 – 0 referto | Bologna | Stadio Carlo Castellani (9.600 spett.)\| Arbitro: \| De Santis (Tivoli) \| |
| Arbitro:                            | De Santis (Tivoli) |               |         |                                                                            |

| Arbitro: | Bazzoli (Merano) |

|                 |           |                                   |
| Kolyvanov 90+3’ | Marcatori | 10’, 20’ F. Inzaghi 60’ Del Piero |

| Arbitro: | Pairetto (Nichelino) |

|            |           |  |
| Nedvěd 43’ | Marcatori |  |

#### Girone di ritorno
| Bologna 1º febbraio 1998, ore 14:30 CET 18ª giornata | Bologna         | 0 – 0 referto | Atalanta | Stadio Renato Dall'Ara (27.535 spett.)\| Arbitro: \| Braschi (Prato) \| |
| Arbitro:                                             | Braschi (Prato) |               |          |                                                                         |

| Arbitro: | Bettin (Padova) |

|  |           |               |
|  | Marcatori | 56’ Paramatti |

| Arbitro: | Cesari (Genova) |

|                                              |           |                                          |
| Kolyvanov 17’, 82’ R. Baggio 36’ (rig.), 78’ | Marcatori | 41’ (aut.) Mangone 59’ Volpi 90’ Bressan |

| Arbitro: | Ceccarini (Livorno) |

|                                |           |              |
| Di Francesco 5’ Delvecchio 87’ | Marcatori | 9’ Kolyvanov |

| Arbitro: | Trentalange (Torino) |

|                                  |           |  |
| Andersson 34’, 52’ R. Baggio 88’ | Marcatori |  |

| Arbitro: | Bolognino (Milano) |

|               |           |                       |
| Paramatti 11’ | Marcatori | 15’ Stanić 28’ Crippa |

| Napoli 8 marzo 1998 24ª giornata | Napoli           | 0 – 0 referto | Bologna | Stadio San Paolo\| Arbitro: \| Branzoni (Pavia) \| |
| Arbitro:                         | Branzoni (Pavia) |               |         |                                                    |

| Arbitro: | Farina (Novi Ligure) |

|                                    |           |           |
| Andersson 18’, 45+1’ Kolyvanov 39’ | Marcatori | 33’ Zauli |

| Arbitro: | Rodomonti (Teramo) |

|                     |           |                      |
| Oliveira 36’ (rig.) | Marcatori | 40’ (rig.) R. Baggio |

| Arbitro: | De Santis (Tivoli) |

|                        |           |                         |
| Montella 14’ Verón 49’ | Marcatori | 55’, 69’, 82’ Andersson |

| Arbitro: | Tombolini (Ancona) |

|                                |           |  |
| Šalimov 1’ Kolyvanov 4’ (rig.) | Marcatori |  |

| Arbitro: | Branzoni (Pavia) |

|              |           |                 |
| Atel'kin 66’ | Marcatori | 75’ D. Fontolan |

| Arbitro: | Rossi (Ciampino) |

|                                             |           |  |
| R. Baggio 15’, 45+5’ (rig.) D. Fontolan 83’ | Marcatori |  |

| Arbitro: | Bolognino (Milano) |

|           |           |                                   |
| Pirlo 79’ | Marcatori | 39’, 62’ R. Baggio 90’ M. Paganin |

| Arbitro: | Messina (Bergamo) |

|                                    |           |                                         |
| R. Baggio 14’ (rig.) Paramatti 17’ | Marcatori | 42’ C. Esposito 90+4’ (rig.) Cappellini |

| Arbitro: | Boggi (Salerno) |

|                          |           |                             |
| F. Inzaghi 34’, 50’, 81’ | Marcatori | 11’ Kolyvanov 56’ R. Baggio |

| Arbitro: | Serena (Bassano del Grappa) |

|                           |           |           |
| R. Baggio 40’ (rig.), 70’ | Marcatori | 50’ Fuser |

### Coppa Italia
| Arbitro: | Ceccarini (Livorno) |

|  |           |                                                                             |
|  | Marcatori | 19’ Kolyvanov 29’ R. Baggio 72’ Kallon 83’ (aut.) D'Aloisio 87’ Carnasciali |

| Arbitro: | Ercolino (Cassino) |

|                               |           |                            |
| Kallon 9’ Shalimov 42’ (rig.) | Marcatori | 16’ Bergamo 23’ Bertarelli |

| Arbitro: | Borriello (Mantova) |

|                                    |           |                      |
| Sgrò 22’, 33’ (rig.) Dunđerski 28’ | Marcatori | 90+5’ (rig.) Šalimov |

| Arbitro: | Pairetto (Nichelino) |

|                                    |                      |                                |
| D. Fontolan 17’, 39’ Kolyvanov 47’ | Marcatori            | 45’ Caccia                     |
| Torrisi R. Baggio Paramatti Kallon | Tiri di rigore 1 – 3 | Sgrò Gallo Lucarelli Dunđerski |

## Statistiche

### Statistiche di squadra
Statistiche aggiornate al 16 maggio 1998.
| Competizione | Punti | In casa | In casa | In casa | In casa | In casa | In casa | In trasferta | In trasferta | In trasferta | In trasferta | In trasferta | In trasferta | Totale | Totale | Totale | Totale | Totale | Totale | DR  |
| Competizione | Punti | G       | V       | N       | P       | Gf      | Gs      | G            | V            | N            | P            | Gf           | Gs           | G      | V      | N      | P      | Gf     | Gs     | DR  |
| ------------ | ----- | ------- | ------- | ------- | ------- | ------- | ------- | ------------ | ------------ | ------------ | ------------ | ------------ | ------------ | ------ | ------ | ------ | ------ | ------ | ------ | --- |
| Serie A      | 48    | 17      | 9       | 5       | 3       | 36      | 22      | 17           | 3            | 7            | 7            | 19           | 24           | 34     | 12     | 12     | 10     | 55     | 46     | +9  |
| Coppa Italia | -     | 2       | 1       | 1       | 0       | 5       | 3       | 2            | 1            | 0            | 1            | 6            | 3            | 4      | 2      | 1      | 1      | 11     | 6      | +5  |
| Totale       | -     | 19      | 10      | 6       | 3       | 41      | 25      | 19           | 4            | 7            | 8            | 25           | 27           | 38     | 14     | 13     | 11     | 66     | 52     | +14 |

### Statistiche dei giocatori
| Giocatore      | Serie A  | Serie A | Serie A     | Serie A    | Coppa Italia | Coppa Italia | Coppa Italia | Coppa Italia | Totale   | Totale | Totale      | Totale     |
| Giocatore      | Presenze | Reti    | Ammonizioni | Espulsioni | Presenze     | Reti         | Ammonizioni  | Espulsioni   | Presenze | Reti   | Ammonizioni | Espulsioni |
| -------------- | -------- | ------- | ----------- | ---------- | ------------ | ------------ | ------------ | ------------ | -------- | ------ | ----------- | ---------- |
| K. Andersson   | 32       | 12      | ?           | ?          | 1            | 0            | ?            | ?            | 33       | 12     | ?           | ?          |
| R. Baggio      | 30       | 22      | ?           | ?          | 3            | 1            | ?            | ?            | 33       | 23     | ?           | ?          |
| M. Bonomi      | 1        | 0       | ?           | ?          | 1            | 0            | ?            | ?            | 2        | 0      | ?           | ?          |
| M. Brambilla   | 2        | 0       | ?           | ?          | 2            | 0            | ?            | ?            | 4        | 0      | ?           | ?          |
| P. Bresciani   | -        | -       | -           | -          | 1            | 0            | ?            | ?            | 1        | 0      | 0+          | 0+         |
| A. Brunner     | 2        | -8      | ?           | ?          | 4            | -4           | ?            | ?            | 6        | -12    | ?           | ?          |
| D. Carnasciali | 16       | 0       | ?           | ?          | 2            | 1            | ?            | ?            | 18       | 1      | ?           | ?          |
| P. Cristallini | 19       | 1       | ?           | ?          | 2            | 0            | ?            | ?            | 21       | 1      | ?           | ?          |
| G. Dall'Igna   | 3        | 0       | ?           | ?          | 1            | 0            | ?            | ?            | 4        | 0      | ?           | ?          |
| D. Fontolan    | 27       | 2       | ?           | ?          | 3            | 2            | ?            | ?            | 30       | 4      | ?           | ?          |
| A. Foschini    | -        | -       | -           | -          | 1            | 0            | ?            | ?            | 1        | 0      | 0+          | 0+         |
| G. Gentilini   | 3        | 0       | ?           | ?          | 2            | 0            | ?            | ?            | 5        | 0      | ?           | ?          |
| M. Kallon      | 2        | 0       | ?           | ?          | 4            | 2            | ?            | ?            | 6        | 2      | ?           | ?          |
| I. Kolyvanov   | 31       | 9       | ?           | ?          | 3            | 2            | ?            | ?            | 34       | 11     | ?           | ?          |
| O. Magoni      | 32       | 0       | ?           | ?          | 3            | 0            | ?            | ?            | 35       | 0      | ?           | ?          |
| A. Mangone     | 32       | 0       | ?           | ?          | 3            | 0            | ?            | ?            | 35       | 0      | ?           | ?          |
| G. Marocchi    | 31       | 1       | ?           | ?          | 3            | 0            | ?            | ?            | 34       | 1      | ?           | ?          |
| A. Martinez    | 1        | 0       | ?           | ?          | -            | -            | -            | -            | 1        | 0      | 0+          | 0+         |
| A. Maschio     | -        | -       | -           | -          | 1            | 0            | ?            | ?            | 1        | 0      | 0+          | 0+         |
| C. Nervo       | 33       | 1       | ?           | ?          | 2            | 0            | ?            | ?            | 35       | 1      | ?           | ?          |
| M. Paganin     | 31       | 1       | ?           | ?          | 2            | 0            | ?            | ?            | 33       | 1      | ?           | ?          |
| M. Paramatti   | 28       | 5       | ?           | ?          | 3            | 0            | ?            | ?            | 31       | 5      | ?           | ?          |
| C. Pavone      | 16       | 0       | ?           | ?          | 2            | 0            | ?            | ?            | 18       | 0      | ?           | ?          |
| I. Shalimov    | 15       | 1       | ?           | ?          | 2            | 2            | ?            | ?            | 17       | 3      | ?           | ?          |
| G. Sterchele   | 32       | -38     | ?           | ?          | 1            | -2           | ?            | ?            | 33       | -40    | ?           | ?          |
| M. Tarantino   | 21       | 0       | ?           | ?          | 1            | 0            | ?            | ?            | 22       | 0      | ?           | ?          |
| S. Torrisi     | 24       | 0       | ?           | ?          | 3            | 0            | ?            | ?            | 27       | 0      | ?           | ?          |